# Friedrich Kellner
August Friedrich Kellner (ur. 1 lutego 1885 w Vaihingen an der Enz, zm. 4 listopada 1970 w Lich) – niemiecki socjaldemokrata, inspektor sprawiedliwości i autor wspomnień pisanych w tajemnicy w czasach III Rzeszy. Po zakończeniu wojny tak uzasadnił ich powstanie:

„Nie mogłem walczyć z nazistami w tamtych czasach, ponieważ mieli moc, aby uciszyć mój głos, więc zdecydowałem się walczyć z nimi w przyszłości. Chciałem dać przyszłym pokoleniom broń przed ponownym wzrostem takiego zła. Moja relacja naocznego świadka powinna była opisać barbarzyńskie czyny, a także ukazać sposób, jak można było je zatrzymać.”

## Rodzina i edukacja
August Friedrich Kellner urodził się 1 lutego 1885 roku w Vaihingen an der Enz, szwabskim miasteczku niedaleko Stuttgartu, położonym nad rzeką Enz. Był jedynym dzieckiem Georga Friedricha Kellnera, piekarza z wsi Arnstadt w Turyngii i Barbary Wilhelmine Vaigle z Bietigheim-Bissingen z okolic Ludwigsburga. Jego rodzice byli ewangelikami.
Kiedy Friedrich miał 4 lata, rodzina przeprowadziła się do Moguncji, gdzie jego ojciec pracował jako starszy piekarz w zakładzie „Goebels Zuckerwerk”.
W grudniu 1902 roku ukończył mogunckie gimnazjum im. Johanna Wolfganfa von Goethe. Swoją karierę rozpoczął w mogunckim sądzie obwodowym jako urzędnik. Pracował tam od 1903 do 1933 roku, obejmując kolejno posady sekretarza sądowego, księgowego i inspektora sprawiedliwości.

## Służba wojskowa i ślub

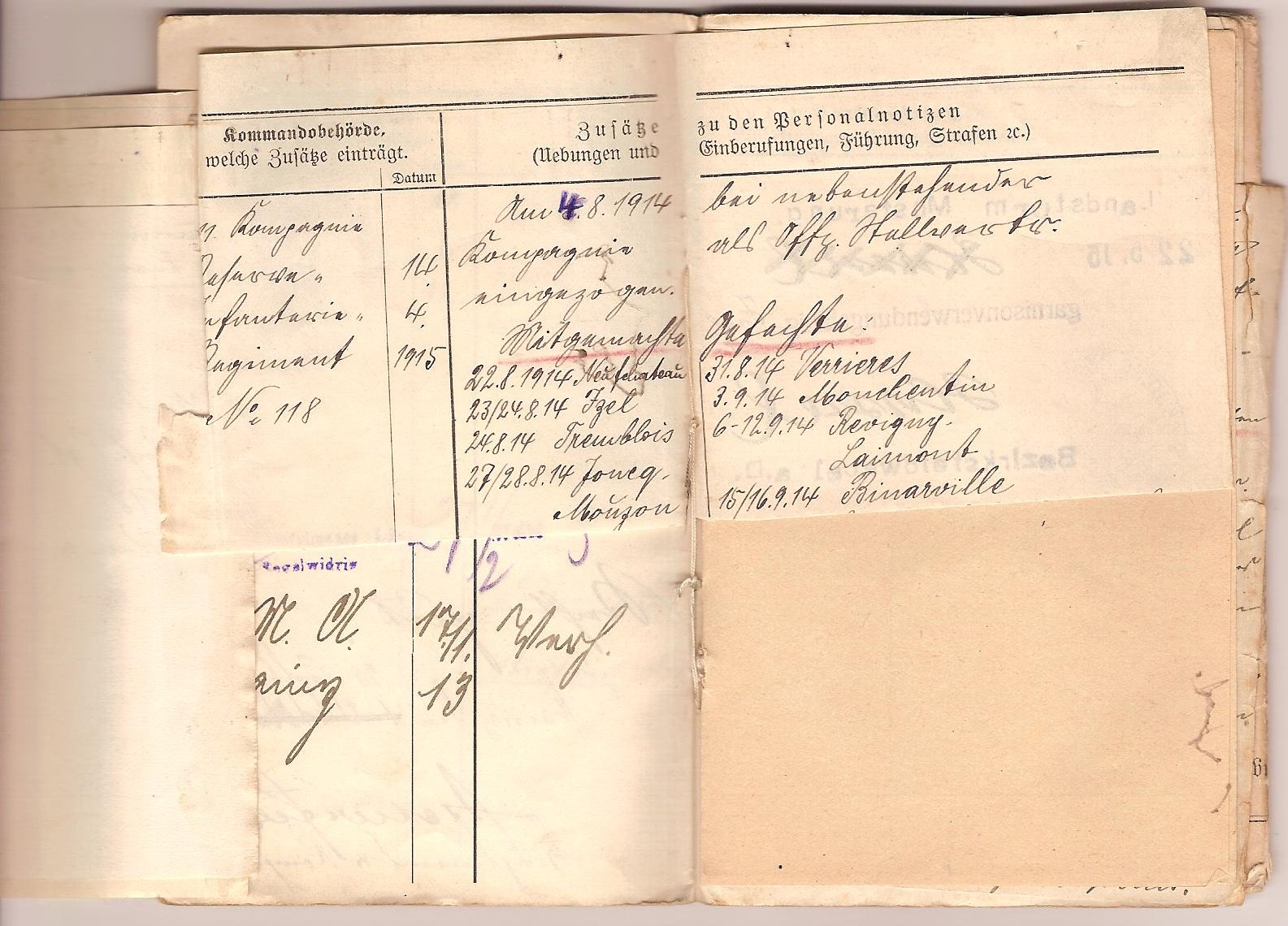
Spis bitew, w których brał udział Friedrich Kellner

Swoją służbę wojskową Friedrich Kellner odbył od września 1907 do października 1908 w 6. kompanii 117. pułku piechoty „Großherzogin” (3. pułk piechoty Wielkiej Księżnej Hesji) w Moguncji. W roku 1911 odbył kolejną służbę wojskową, tym razem 8-tygodniową, na stanowisku podoficera.
W 1913 poślubił Pauline Preuss. Ich jedyne dziecko, Karl Friedrich Wilhelm Kellner, urodziło się trzy lata później.
Kiedy rozpoczęła się I wojna światowa, Kellner został powołany do służby jako podoficer w 118. pułku piechoty księcia Carla (4. pułk piechoty Wielkiej Księżnej Hesji) w Wormacji. Brał udział w kilku potyczkach i bitwach: 22 sierpnia pod Neufchâteau, 22/23 sierpnia pod Izel, 24 sierpnia pod Tremblois, 31 sierpnia pod Verrières, 3 września pod Monchentin, od 6 do 12 września pod Revigny i Laimont i 15/16 września pod Binarville. Walczył w 1. bitwie nad Marną, w grudniu 1914 został ranny niedaleko Reims, skąd przetransportowano go do szpitala św. Rocha w Moguncji. Potem do końca wojny stacjonował we Frankfurcie nad Menem, gdzie objął stanowisko młodszego sierżanta w 1. batalionie (nr. 38) piechoty Landsturmu, wchodzącego w skład oddziału zaopatrzeniowego 18. Korpusu Armijnego, był także zastępcą inspektora ds. szpitali, zastępcą sekretarza i asystentem kwatermistrza. Ze służby zwolniony został 4 grudnia 1918.

## Aktywność polityczna
Pomimo lojalności w stosunku do armii cesarskiej, Friedrich Keller chętnie powitał narodziny demokracji w powojennych Niemczech. Uczestniczył w działaniach organizacyjnych największej niemieckiej partii politycznej – SPD. Już od pierwszych dni istnienia Republiki Weimarskiej ogłaszał swoje poglądy przeciwko zagrożeniu ekstremistami, takimi jak komuniści i narodowi socjaliści. Swój sprzeciw wyrażał w trakcie wieców trzymając wysoko nad głową książkę Adolfa Hitlera Mein Kampf i krzycząc: „Gutenbergu, twoja prasa drukarska została zbezczeszczona przez tę książkę”. Szereg razy był bity i zastraszany za wyrażanie swoich poglądów przez nazistowskie bojówki.
Na dwa tygodnie przed zaprzysiężeniem Adolfa Hitlera na urząd kanclerza i zanim zaczęły się prześladowania jego przeciwników politycznych, Kellner przeniósł się wraz z żoną i dzieckiem do miasteczka Laubach, gdzie Kellner pracował w charakterze starszego inspektora wymiaru sprawiedliwości w sądzie okręgowym. W roku 1935 jego syn wyemigrował do Stanów Zjednoczonych, by uniknąć służby w armii niemieckiej.
Podczas masakry w listopadzie 1938 (nocy kryształowej), Friedrich i Pauline Kellner próbowali pomagać swoim sąsiadom pochodzenia żydowskiego. Małżeństwo Kellnerów zostało powiadomione o tym, że za dalsze przeciwstawianie się polityce nazistów może ich spotkać ten sam los. Sam Kellner usłyszał, że jego żona może zostać odesłana do obozu koncentracyjnego, jeśli on będzie nadal wywierał „zły wpływ” na mieszkańców wsi. Raport napisany przez okręgowego przywódcę nazistów, Hermanna Engsta, stwierdzał, że władze planowały ukarać Kellnera pod koniec wojny.

## Pamiętnik w trakcie i po wojnie

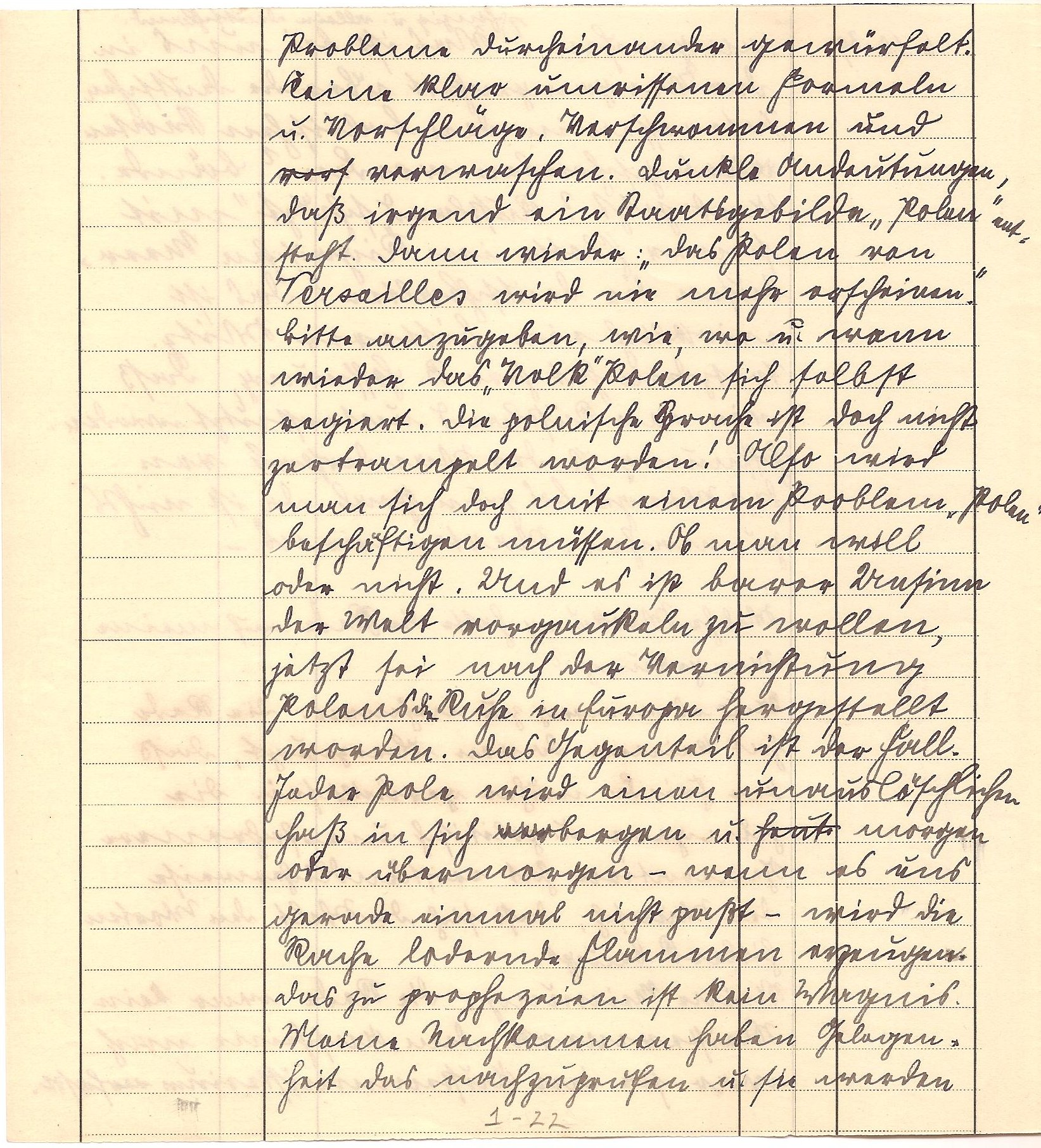
Część wpisu z 6 października 1939 nt. Polski

Nie mogąc nadal prowadzić otwartej działalności przeciwko nazistom, Kellner powierzał swe myśli tajemnemu pamiętnikowi, który prowadził od września 1939. Chciał, by przyszłe pokolenia wiedziały, że demokracja musi zawsze przeciwstawiać się dyktaturze. Pragnął przestrzec wszystkich przed biernością w odniesieniu do tyranów i dyktatorów oraz przed zawierzaniem propagandzie.
6 października 1939 pisał o Polsce, omawiając przemówienie Hitlera w Reichstagu, w którym ten mówił o niemieckim i radzieckim ataku i podzieleniu Polski:

„Niejasne sugestie, jakoby powstawało państwo polskie. A z drugiej strony stwierdzenie, że „Polska w wersji z Wersalu nigdy już nie zaistnieje”. Proszę podaj, kiedy, gdzie i jak Polacy będą sami sobą rządzić. Polski język nie został jeszcze stłamszony ! Trzeba się wiec będzie zająć problemem tej „Polski”, czy się tego chce, czy nie. I do tego czystym nonsensem jest rzucanie światu stwierdzenia, ze skoro Polska została zniszczona, możemy liczyć na pokój w Europie. Każdy Polak będzie pałał niezatartą nienawiścią, która zaowocuje jutro lub pojutrze płonącą żądzą zemsty – a ta będzie skierowana dokładnie w naszym kierunku.”

Przez cały okres II wojny światowej Kellner oczekiwał na pomoc ze strony Stanów Zjednoczonych i nie rozumiał, dlaczego Ameryka nie podejmowała działań mających zatrzymać nazistowską rzeź. 25 czerwca 1941, kilka dni po rozpoczęciu operacji Barbarossa i na sześć miesięcy przed japońskim atakiem na Pearl Harbor pisał:

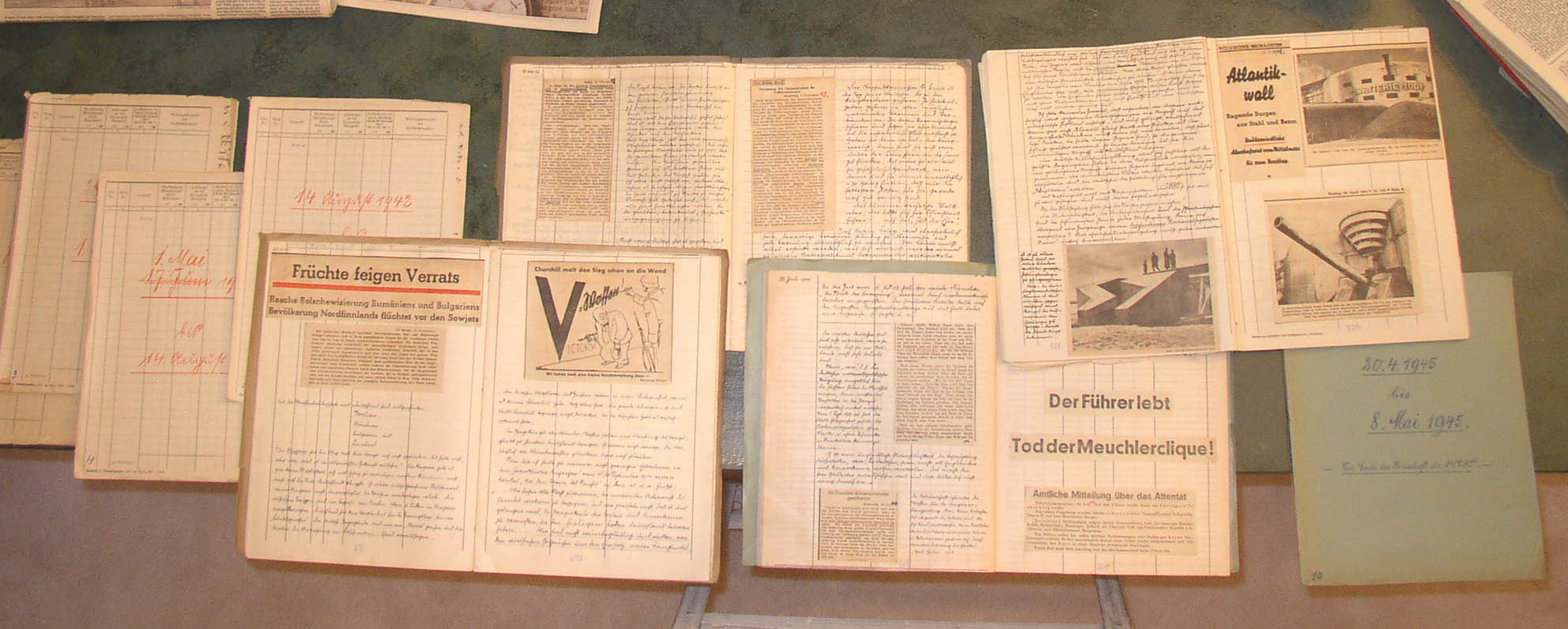
Pamiętnik Kellnera

„Kiedyż skończy się to szaleństwo? Teraz właśnie Anglia ma wraz z Ameryką niepowtarzalną szansę przejęcia inicjatywy, ale nie tylko dzięki pustym obietnicom i niedostatecznym środkom. Gdyby Ameryka miała wystarczająco dużo woli, mogłaby rzucić do boju całą swoją moc i przechylić szalę na stronę pokoju. Tylko niebywała siła i poświęcenie całości materiału wojennego może przywołać do rozsądku oszalałego niemieckiego byka. Do dziś mężowie stanu w swojej niebywałej krótkowzroczności zaniedbywali swoje obowiązki lub wykonywali je nieprawidłowo. Ludzkości, obudź się! Zaatakuj wspólnymi siłami burzycieli pokoju! Niepotrzebne nam zastanawianie się, rezolucje, przemówienia, „neutralność”. Wystąp przeciwko wrogowi gatunku ludzkiego!”

W tym samym wpisie do pamiętnika Kellner wyraził swój gniew na tych, którzy starają się ugłaskać dyktatorów, zamiast się im przeciwstawić:

„Nawet dziś istnieją w Ameryce idioci, bredzący coś o kompromisie z rządzonymi ręką Adolfa Hitlera Niemcami. Tacy ludzie są niczym innym jak potwornymi marionetkami.”

Większość Niemców utrzymywała po wojnie, że nie wiedzieli nic o opłacanym przez państwo niemieckie ludobójstwie Żydów. Jednak już 28 października 1941 Kellner zapisał w pamiętniku:

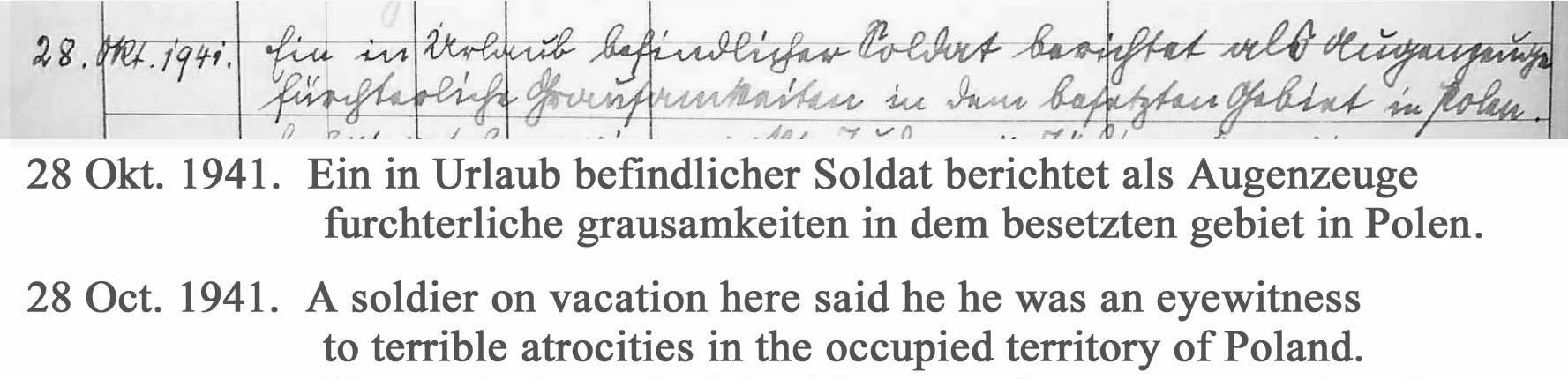
Pierwsze dwie linie wpisu z 28 października. Pismo Sütterling w wersji nowoczesnej, w języku niemieckim i angielskim

„Przebywający w okolicy na wakacjach żołnierz powiedział, że był świadkiem niebywałych potworności na terenach okupowanej Polski. Obserwował nagich Żydów – mężczyzn i kobiety – ustawianych przed długim głębokim rowem. Na rozkaz oficera SS wszyscy oni zostali zabici przez Ukraińców strzałem w tył głowy, po czym padali do rowu. Ten wypełniano potem ziemią, mimo że ze środka dochodziły okrzyki tych, którzy nadal żyli.
Te akty okrucieństwa były tak nieludzkie, że część użytych jak narzędzia Ukraińców przechodziła załamanie nerwowe. Wszyscy żołnierze wiedzący o tak bestialskich poczynaniach nazistowskich podludzi wyrażali opinię, że naród niemiecki powinien trząść się jak galareta, gdyż niedługo nadejdzie czas zapłaty.
Nie ma kary, która byłaby adekwatna dla tych nazistowskich potworów. Oczywiście, gdy nadejdzie już czas zapłaty, razem z winnymi będą musieli cierpieć niewinni. Z racji jednak na to, że obecnej sytuacji winne jest 99 procent ludności Niemiec, czy to pośrednio, czy bezpośrednio, można powiedzieć, że ci, którzy podróżują razem, razem zawisną.”

Pamiętnik Kellnera został wydany w całości w 2011, po wieloletnich staraniach wnuka autora. W Polsce wybór z dziennika opublikowano w 2015 jako „Dziennik sprzeciwu. Tajne zapiski obywatela III Rzeszy 1939–1942” nakładem Ośrodka Karta, w przekładzie Andrzeja Kopackiego.

## Życie po II wojnie światowej
Gdy wojna dobiegła końca, Friedrich Kellner przyczynił się do ponownego utworzenia lokalnego SPD w Laubach. W latach 1945–1946 był radnym Laubach, od 1956 do 1960 jako przewodniczący rady miejskiej i zastępca burmistrza. Przez pewien czas był także przewodniczącym lokalnej komórki SPD.
Do 1947 roku kontynuował rozpoczętą w 1933 pracę na stanowisku starszego inspektora wymiaru sprawiedliwości i zarządcy sądu obwodowego w Laubach. W latach 1948–1950 pełnił funkcję rewidenta w sądzie rejonowym w Gießen. Po swoim przejściu na emeryturę w wieku 65 lat w roku 1950 pracował przez 3 lata jako radca prawny w sądzie obwodowym w Laubach.